# Okben
Okben, kindben eller kindknota (latin: os zygomaticum) är ett parigt ben i människans kranium. Okbenet ledar mot överkäken , tinningbenet, kilbenet och pannbenet.
Okbenet är placerat upptill på ansiktets sidor och utgör en del av ögonhålans botten och vägg, av fossa temporalis och fossa infratemporalis.

## Ytor
Utsidan är konvex. I dess mitt finns ett litet hål (foramen zygomaticofacialis) där nerver och blodkärl passerar. Under hålet finns en förhöjning som utgör fäste för m. zygomaticus major.
Den konkava insidan är riktad medialt bakåt. Medialt artikulerar överkäken (maxilla) mot en skrovlig, triangulär yta. På den laterala sidan finns en slät, konkav yta vars övre del utgör den främre avgränsningen av fossa temporalis och nedre del en del av fossa infratemporalis. I närheten av insidans mitt finns foramen zygomaticotemporalis där nerver passerar.

## Utskott
Processus frontosphenoidalis är ett tjockt, sågtandat utskott som ledar mot pannbenets processus zygomaticus. På dess orbitala yta, innanför orbitakanten omkring 11 mm nedanför sutura zygomaticofrontalis finns en tuberkel som varierar i form och storlek men som är närvarande på 95 procent av alla kranier.
Processus orbitalis är en tjock och stark platta som är riktad medialt bakåt från orbitakanten. Dess anteriomediala (riktad framåt-inåt) yta bildar tillsammans med den orbitala ytan på överkäken och kilbenets stora vinge delar av ögonhålans botten och laterala vägg. På ytan finns öppningarna till två kanaler, foramen zygomaticoorbitale. Den ena kanalen för n. zygomaticotemporalis till fossa temporalis och den andra för n. zygomaticofacialis till hålet på okbenets utsida. Den posteriolaterala (bakåt-åt sidorna) ytan är slät och konvex och utgör en del av fossa temporalis och fossa infratemporalis. Den främre kanten är rund och rundad och utgör en del av orbitakanten. Den övre, horisontella kanten är skrovlig och ledar mot pannbenet bakom processus zygomaticus. Den bakre kanten är sågtandad och ledar mot kilbenets stora vinge och käkens orbitala yta. I vinkeln mellan kilben och överkäke finns vanligen ett kort, konkavt parti som bildar den övre gränsen på fissura orbitalis inferior. Då denna fissur saknas förenas antingen kilben och överkäke eller så ersätts den med ett suturben.
Processus maxillaris utgör en skrovlig, triangulär yta som ledar mot överkäken.
Processus temporalis är riktad bakåt mot okbensbågen (arcus zygomaticus) på tinningbenet.
| Vänster: Utsidan sedd snett ovanifrån Höger: Insidan sedd snett nedifrån. Illustrationer: Gray's Anatomy, 1918. (PD) |        |
| Utsida | Insida |

## Kanter
Orbitakanten ligger anteriosuperiort (framåt-uppåt) och är slät och konkav. Den utgör en ansenlig del av ögonhålans omkrets.
Den maxillära kanten ligger anteroinferiort (nedåt-uppåt), är skrovlig och avfasad på ovansidans inre där den ledar mot överkäken. Intill orbitakanten har m. quadratuus labii superioris sitt ursprung.
Temporalis-kanten ligger posterosuperiort och är krökt som ett kursiverat f. Upptill övergår den i början på linea temporalis och nedtill i okbensbågens (arcus zygomaticus) övre kant. Fascia temporalis är fäst i denna kant.
Zygomaticus-kanten ligger posterioinferiort. På dess skrovliga kant fäster m. masseter.

## Ossifikation
Okbenets ossifikation brukar sägas utgå från tre förbeningskärnor: En för käk-delen och två för partiet kring ögonhålan. Benbildningen inleds efter den åttonde veckan och benet har vuxit samman under den femte fostermånaden.